# اریک برایانت (بازیکن فوتبال)
اریک برایانت (انگلیسی: Eric Bryant; ۱۸ نوامبر ۱۹۲۱ – دسامبر ۱۹۹۵) بازیکن فوتبال اهل بریتانیا بود.
از باشگاه‌هایی که در آن بازی کرده‌است می‌توان به باشگاه فوتبال منزفیلد تاون، باشگاه فوتبال یئوویل تاون، باشگاه فوتبال چلمزفورد سیتی، باشگاه فوتبال پلیموث آرگیل، و باشگاه فوتبال لیتون اورینت اشاره کرد.